# Celithemis
Celithemis is een geslacht van libellen (Odonata) uit de familie van de korenbouten (Libellulidae).

## Soorten
Celithemis omvat 8 soorten:
- Celithemis amanda (Hagen, 1861)
- Celithemis bertha Williamson, 1922
- Celithemis elisa (Hagen, 1861)
- Celithemis eponina (Drury, 1773)
- Celithemis fasciata Kirby, 1889
- Celithemis martha Williamson, 1922
- Celithemis ornata (Rambur, 1842)
- Celithemis verna Pritchard, 1935